# DLX6
La proteína Homeobox DLX-6 es una proteína que en humanos está codificada por el gen DLX6.
Este gen codifica un miembro de una familia de genes del factor de transcripción homeobox similar al gen sin distal de Drosophila. Esta familia tiene al menos seis miembros que codifican proteínas con funciones en el cerebro anterior y el desarrollo craneofacial. Este gen está en una configuración de cola con cola con otro miembro de la familia en el brazo largo del cromosoma 7.